# Nolanův diagram

Nolanův diagram s tradičním pravolevým rozložením na zvýrazněné diagonále

Nolanův diagram je diagram, pomocí kterého jeho tvůrce, americký libertarián David Nolan, analyzuje politické názory. Veškerou lidskou politickou aktivitu rozděluje Nolan do dvou kategorií, ekonomické a osobní, a míra svobody v každé z těchto oblastí tvoří jednu z os diagramu. Rozšiřuje tradiční pravo-levou klasifikaci politického spektra, kterou interpretuje jako požadavek levice na osobní svobodu a pravice jen na svobodu ekonomickou.
Nolan svůj diagram vyvinul proto, aby ilustroval tvrzení, že na rozdíl od amerického sociálního liberalismu požaduje libertarianismus svobodu jak ekonomickou, tak osobní.[zdroj?]
Do ekonomické svobody řadí Nolan aktivity lidí jako výrobců a spotřebitelů: nakupování, prodej, výrobu (podnikání, stavba domu, poskytování služeb), práci a pracovní vztahy (kde a jak si obstarávat obživu), rozhodování o vlastním majetku (jak naložit s vlastní půdou, hmotným majetkem a dalšími statky včetně peněz).
Do osobní svobody řadí činnosti související se vztahy, sebevyjádřením a všeobecně nakládání s vlastním tělem a hlavou. Například manželství, partnerství, příjem informací (čtení knih, sledování filmů a podobně), příjem potravy (strava, léčiva, drogy, ...), sport,
náboženství, sdružování (do spolků, společností a podobně).
Podle požadavku na svobodu (či míru státních zásahů / regulací) v těchto dvou oblastech pak Nolan analyzuje jednotlivé politické ideologie a umisťuje do čtyř rohů:
- Pravici (konzervativismus) – prosazování větší svobody v ekonomické sféře (např. deregulace trhu), ale více společenské kontroly a represe v osobní sféře (např. cenzura nebo kriminalizace návykových látek).
- Levici (socialismus) – prosazování větší svobody v osobní sféře (např. absence všeobecné branné povinnosti), ale více společenské kontroly a regulace v ekonomické sféře (např. stanovení minimální mzdy).
- Autoritarismus (totalitarismus, populismus) – prosazování aktivních zásahů do hospodářského a politického života společnosti skrze centralizovanou autoritu.
- Libertarianismus – prosazování co největší svobody jak v osobní, tak v ekonomické sféře.